# Satzung
Satzung je vesnice, místní část velkého okresního města Marienberg v německé spolkové zemi Sasko. Nachází se v zemském okrese Krušné hory a má 503 obyvatel. Leží v Krušných horách v těsné blízkosti českých hranic 15 km severozápadně od Chomutova.

## Historie
První písemná zmínka o obci je z roku 1501, kdy již nese svůj název. Od roku 1536/1537 patřila k farnosti Arnsfeld. Během napoleonských válek pak byl Satzung několikrát vydrancován Francouzi, Prusy i Rusy. V polovině 19. století vesnice připadla pod správu Wolkensteinu. Během Prusko-rakouské války pak došlo k dalšímu pruskému plenění.

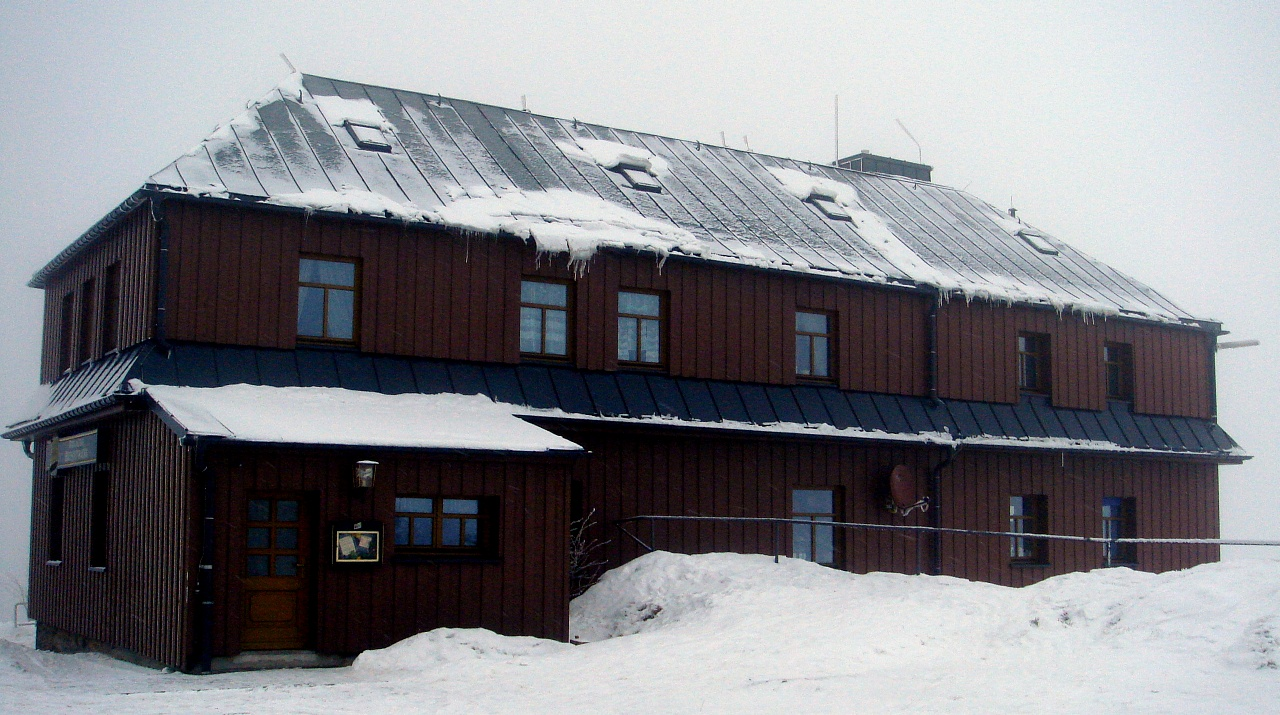
Horská chata Hirtstein

V roce 1910 obec podstoupila elektrifikaci, díky čemuž byla postavena horská chata Hirstein a nová radnice. V březnu 1944 byla obec odříznuta hustým sněžením od okolního světa, zásobování probíhalo jen letecky.

### Kostel
Kostel byl vysvěcen 23. září 1573, svojí nynější podobu získal ale až po přestavbě v polovině 18. století. Zajímavosti je, že na východní straně střechy je umístěna korouhvička zobrazující muže s batohem, jež symbolizuje české exulanty, kteří zde nalezli útočiště. V prosinci 1636 žilo ve vsi deset exulantských rodin a evangelíci z Čech sem tajně chodívali na bohoslužby. V kostele je pohřbena hraběnka Eva Polyxena z Vršovic, jejíž mrtvé tělo sem bylo přeneseno z Čech. Zemřela 11.11. 1699, náhrobek se nachází vlevo za křtitelnicí. Dále zde byli pochováni šlechtici: dne 29. 8. 1671 Rozina Schön ze Schönau (74 let), a Ester (8. 3.1650) s manželem Janem Rudolfem (5. 12.1706) ze Štampachu, kteří zemřeli v Čechách, v Minicích. Náhrobky se nezachovaly. Ve farním archivu se dochovala Agenda česká to jest spis o ceremoniích a pořádcích církevních... kniha v kožené vazbě se sponami je z roku 1581.
V roce 1967 byly do kostela pořízeny nové varhany.

## Osobnosti
- Luise Pinc – básník, zpěvák
- Horst Heidrich – básník
- Erich Lang – viceministr zemědělství
- Gerhard Pfeifer – zubař